# Maîtrise des documents
 (avril 2024).
- Si vous ne connaissez pas le sujet, laissez ce bandeau (vous pouvez alors contacter les auteurs).
- Si vous supprimez le contenu mis en cause (vous pouvez préalablement contacter les auteurs),

argumentez précisément cette suppression dans la page de discussion
(un manque de référence n'est pas un argument ; une recherche réelle de référence doit avoir été effectuée, être formellement documentée).
Selon le TLFi, un document est une « pièce écrite, servant d'information ou de preuve », tandis que la documentation est un « ensemble de documents relatifs à une question, à un ouvrage ».
Dans le domaine du management de la qualité, la norme ISO 9000 v 2015 définit un document comme un « support d'information et l'information qu'il contient ». De plus, « un ensemble de documents, par exemple spécifications et enregistrements, est couramment appelé "documentation" ».

## Principes généraux
La documentation est une brique centrale d’un système de management de la qualité. La place de la documentation a fortement évolué au fur-et-à-mesure des révisions de la norme ISO 9001. Au sein des versions 1987 et 1994 de la norme, les procédures documentées et les enregistrements occupaient une place centrale, à tel point que ces normes ont créé un amalgame durable entre documentation et qualité. La version 2000 de la norme a enclenché une simplification, en réduisant drastiquement le nombre de procédures obligatoires. Avec la version 2015 de la norme est apparu un nouveau terme, « information documentée », destiné à prendre en compte le fait que la documentation s’appuie sur autant sur du papier que sur des supports électroniques.
Le terme « information documentée » est générique et regroupe de nombreux types de documents : manuel qualité, politique qualité, organigramme, procédure, instruction de travail, spécification, formulaire, enregistrement, … Chacun de ces types de documents répond à un besoin spécifique. La norme NF ISO 10013 v. 2021 "Recommandations pour les informations documentées" fournit des définitions et un cadre d’usage de ces documents.
Il est fréquent que la documentation d’un système de management de la qualité soit hiérarchisée. Le rapport technique ISO/TR 10013 "Lignes directrices pour la documentation des systèmes de management de la qualité", publié en 2001, représente la structure documentaire par une pyramide sur quatre niveaux .

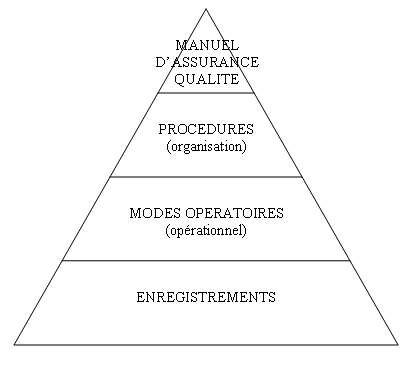
Hiérarchie documentaire

## La place de la documentation au sein des différentes révisions de la norme ISO 9001
La documentation occupait une place centrale au sein des premières versions de la norme (1987 et 1994). Ainsi la norme imposait l’établissement, outre du manuel qualité et de la politique qualité, de 20 procédures, et la production de très nombreux enregistrements. L’approche documentaire y est résumée par la célèbre maxime : "Écrire ce que l’on fait, faire ce que l’on a écrit, écrire ce que l’on a fait".
Avec la révision de la norme en 2000, une simplification s’opère. Les procédures obligatoires sont réduites au nombre de six, auxquelles s’ajoutent le manuel qualité et la politique qualité :
- Maîtrise des documents (4.2.3)
- Maîtrise des enregistrements (4.2.4)
- Audit interne (8.2.2)
- Maîtrise du produit non-conforme (8.3)
- Action corrective (8.5.2)
- Action préventive (8.5.3)

La version 2015 de la norme engage un nouveau virage en matière de gestion documentaire, afin de s’adapter à la montée en puissance de la documentation au format électronique. Le terme générique « information documentée » est introduit dans la norme, et désigne tous les types de documents et tous les types de support de l’information. Une information documentée est une « information devant être maîtrisée et tenue à jour par un organisme ainsi que le support sur lequel elle figure. »  Dorénavant, il existe deux grands types d’informations documentées.
D'une part, celles qu’il faut rendre disponible et tenir à jour, à savoir :  
- Domaine d’application du système de management de la qualité (§ 4.3)
- Politique qualité (§ 5.3.2)
- Objectifs qualité (§ 6.2.1)
- Les informations documentées que l’organisme juge nécessaires pour soutenir le fonctionnement du système de management de la qualité (§ 7.5.1)

D'autre part, celles qu’il faut conserver comme preuves du respect des exigences (enregistrements).

## Les principaux types de documents
Les principaux types de documents d’un système de management de la qualité sont définis dans la norme NF ISO 10013 v2021 "Recommandations pour les informations documentées" :  
- Manuel qualité
- Politique qualité
- Organigramme
- Procédure et Instruction de travail
- Spécification
- Formulaire
- Enregistrement